# Affaire Denis Mannechez
L’affaire Denis Mannechez est une affaire judiciaire française survenue en 2014, à la suite du meurtre de Virginie Mannechez et de Frédéric Piard par Denis Mannechez à Gisors le 7 octobre 2014. Ce dernier est condamné le 3 décembre 2018 à la réclusion à perpétuité et il décède quelques jours après le prononcé de la peine. 
Un premier procès en 2011-2012 a condamné Denis Mannechez et sa femme pour viols sur leurs deux filles aînées, Virginie et Betty. Le couple est ressorti libre du tribunal, ayant déjà purgé sa peine en détention provisoire, après que leurs avocats en concorde avec la partie civile ont plaidé la thèse de l'« inceste heureux ». Denis Mannechez est reparti vivre avec sa fille Virginie, avec laquelle il vivait maritalement depuis les années 2000, et dont il a eu un fils en 2002.  
Betty Mannechez qui a de prime abord dénoncé son père en 2002 pour les viols et est revenue sur sa plainte en 2012, écrit un témoignage avec Julien Mignot intitulé Ce n'était pas de l'amour en 2021 dans lequel elle montre l'emprise exercé par son père dans un système familial fermé sur lui-même et pervers.

## Contexte familial
Denis Mannechez est né en 1962 à Fouquereuil près de Béthune dans le Pas de Calais dans une famille de fermiers, Noella et Marcel. Il est le dernier des six enfants. Ses parents divorcent en 1967, et sa mère l'abandonne à l'âge de 5 ans. Il est placé chez sa grand-mère, cardiaque, qui ne peut s'occuper de lui. Il est alors placé en foyer. Il rencontre Laurence à 17 ans, et tous deux décident de faire un enfant et de s'affranchir de leurs familles respectives. Pourtant Laurence le  quitte quelques semaines pendant sa grossesse peu après leur mariage, ce qu'il continue de lui reprocher des années après et selon lui lui donne des envies de suicide. 
Devenu ingénieur et cadre supérieur dans l'automobile, Denis Mannechez vit avec sa famille à Saint-Pathus, en Seine-et-Marne puis plus tard à Cuise-la-Motte, dans l’Oise. Il a cinq enfants avec sa femme Laurence, qui est mère au foyer, dont Virginie (née en 1981) et Betty, Coralie la cadette et deux garçons Tony et Dimitri,. Le couple montre l'image d'une famille idéale, est passionné de moto et a construit un avion de tourisme. Cependant Laurence est dépensière, et se retrouve fréquemment à découvert. Selon Betty, un arrangement pervers entre sa mère et son père voit le jour : Denis couvre les frasques financières de Laurence et lui permet de dépenser sans compter, si de son côté elle ferme les yeux sur les viols répétés qu'il commet sur ses filles. 
Alors qu'elle a environ huit ans, son père fait monter Betty dans sa chambre et la viole. Sa sœur Virginie s'en aperçoit et tente de la réconforter, lui assurant que la situation n'est pas normale, et elle emmène sa cadette voir leur mère en lui disant « Maman, ce que papa me fait il le fait aussi à Betty », ne suscitant aucune réaction de leur mère. Betty qui ne prend aucune contraception subit trois avortements entre 13 et 18 ans auprès de trois hôpitaux différents pour ne pas attirer les soupçons. On la force à dire qu'elle a couché avec un sociétaire de son père, qui ne veut pas assumer l'enfant, propageant d'elle l'image d'une jeune fille facile. Ses parents l'appellent « Alfred », « la pute » ou « la grosse ». alors que Virginie, la favorite, est appelée « La Duchesse ». Elle fait plusieurs fugues mais Denis la retient avec la peur d'être tuée si elle part. cette peur est renforcée par un incident qui survient alors qu'elle n'a pas terminé ses devoirs d'école et que ses professeurs parlent d'une situation de décrochage scolaire : son père l'emmène faire un tour dans son avion et simule un crash afin de soi-disant lui expliquer la signification du mot « décrochage ». Il la soumet à des punitions extrêmes, comme de devoir rester à genoux toute une journée sur le carrelage les mains sur la tête. Une autre fois, après avoir trouvé un mégot par terre, il convoque Laurence et Betty, les emmène dans la forêt avec la chaîne hifi de Betty et les affaires favorites de Laurence. Il pointe son fusil sur elles, leur demandant qui a fumé. Laurence dénonce sa fille et il tire alors sur la chaîne hifi de Betty, puis brûle les vêtements de sa femme afin de les punir. 
Les deux garçons du couple, Tony et Dimitri, vivent séparément de leur famille, d'abord dans une cave et puis dans un chalet en bordure de propriété, et doivent effectuer de lourdes tâches, comme abattre tous les arbres et terrasser le terrain,  afin de les occuper et les empêcher d'accéder à la maison où vivent les femmes de la famille alors qu'ils sont âgés seulement de 8 et 11 ans. Ils sont également surveillés et sévèrement battus à la moindre contrariété de leur père face à ce qu'il perçoit comme des incartades aux règles qu'il établit,. 
Quand ses filles commencent à grandir et fréquenter des garçons à l'adolescence, et à la suite des avortements de Betty, Mannechez déménage sa famille dans l'Oise dans une grande propriété isolée du reste du monde. La situation s'aggrave alors. Virginie et Betty subissent des viols répétés de leur père, qui maltraite ses fils vivant dans un cabanon dans la propriété afin de les maintenir dans l'ignorance des viols et surtout parce que leur père est jaloux et ne souhaite la présence d'aucun homme dans la maison dans laquelle il vit avec sa femme et ses filles. Ses filles ne croiseront presque plus leurs frères, qui ont interdiction de rentrer dans la demeure principale, où Mannechez vit maritalement depuis 2000 avec Virginie, Laurence étant reléguée avec ses deux autres filles Betty et Coralie dans une dépendance secondaire. Virginie prend la place de sa mère, part tôt le matin travailler avec Denis dans son garage et s'occupe de tenir la maison, elle est elle-même isolée de ses sœurs et de sa mère, constamment avec Denis. 
En 2002 Virginie accouche d'un garçon, Quentin, à la suite de ces relations sexuelles incestueuses. Ses parents l'appellent « la Duchesse » et elle est la favorite de son père qui divise les femmes de sa famille pour mieux asseoir son emprise. 
Mannechez se comporte selon Jean-Luc Viaux « comme dans le mythe du « père de la horde primitive » qui accaparait toutes les femmes et chassait les fils hors de chez lui. Il a en effet eu des relations sexuelles, parfois en même temps, avec sa femme et ses deux filles, et il avait exilé ses deux garçons dans une annexe de la maison au fond du jardin… ».

## Premier procès en 2011
En 2002, Betty alors âgée de 18 ans, fuit le domicile parental et porte plainte pour les viols répétés qu'elle a subis de la part de son père depuis l'âge de huit ans. Elle indique craindre que son père ne fasse subir le même sort à sa sœur cadette, alors âgée de quatre ans. Les rapports d'expertise lors de l'enquête décrivent Mannechez comme un homme avec une « structure de personnalité perverse », manipulant sa famille qu'il isole et sur laquelle il maintient son contrôle. Betty et Virginie affirment qu'elles ont été forcées à avoir des relations sexuelles avec leur père par leur propre mère, qui planifiait les viols, et parfois y participait.
Denis Mannechez ainsi que sa femme Laurence sont remis en liberté en 2004 après leur incarcération en préventive,  et Mannechez reprend peu à peu le contrôle sur ses filles et sa famille, pour imposer la version d'un inceste consenti et « heureux » avec l'aide de ses avocats, dont Éric Dupond-Moretti .   
Il fédère ses filles contre leur mère Laurence, la présentant comme celle qui avait poussé ses filles dans le lit de leur père et se présente aussi comme la victime des femmes de sa famille. Il se  positionne en victime même s'il reconnaît le fait incestueux, toutefois sans en considérer l'enfant qui le subit comme la victime, et fait glisser la culpabilité en direction de sa femme en lui attribuant la responsabilité principale et affirmant qu'elle aurait envoyé ses propres filles dans son lit en lui affirmant que celles-ci l'aimaient. Cependant, ni lui ni ses filles ou leur mère ne nient le fait qu'il avait des relations sexuelles avec sa femme et ses deux filles.  
Dès sa sortie de prison, bien que les membres de la famille ne soient pas censés être en contact, il part vivre avec sa fille Virginie, qui a de facto pris la place de sa femme Laurence dans la famille et travaille avec lui dans son garage en tant que comptable. Elle est également, comme son père, douée en mécanique.  
Denis Mannechez et sa femme Laurence sont arrêtés le 22 avril 2011. Ils sont d'abord condamnés en 2011 à 8 ans de prison et font appel. Betty Mannechez fait marche arrière en 2012 et retire sa plainte sous la pression de sa sœur Virginie qui veut retrouver la garde de son fils qui lui a été enlevée. Il est demandé à Betty de se présenter comme ayant monté toute l'affaire car elle aurait été jalouse de sa sœur. Elle parle alors d'inceste consenti. La peine est en conséquence pendant le procès en appel à Amiens en 2012 réduite à 5 ans de prison dont 3 avec sursis pour Denis Mannechez et 4 ans pour sa femme Laurence, jugée complice.  Les avocats de Denis Mannechez, dont Éric Dupond-Moretti, avaient plaidé un « inceste heureux » et demandé à la cour de laisser le couple Denis-Virginie vivre en paix leur amour hors norme,,  soutenus par Virginie et les membres de sa famille. Il sort libre du procès d'Amiens et retourne vivre auprès de Virginie et leur fils. Cette dernière affiche pendant le procès un soutien indéfectible à son père et affirme  « Je l'aime, je ne l'ai jamais considéré comme mon père ».

## Deuxième procès en 2018
Le 7 septembre 2014 Virginie, qui a alors 34 ans, quitte le domicile où elle vit en couple avec son père, emmenant son fils. Elle trouve refuge dans une chambre d'hôtel à Beauvais grâce au SAMU social, puis chez son employeur Frédéric Piard qui l'héberge dans son garage. Un rapport établi dans le cadre du suivi judiciaire de Denis Mannechez indique qu'elle a exprimé la peur d'être tuée par son père. Elle serait partie pour protéger son fils, qui vient d'apprendre que son père est également son grand-père, à l'âge de 12 ans.  Denis Mannechez traque alors Virginie sans relâche et finit par la retrouver à Gisors. Le 7 octobre 2014, après l'avoir suivie jusqu'au garage de Frédéric Piard, il abat ce dernier, puis Virginie qui travaille alors sur une dépanneuse, avant de tenter de se suicider. Le fils de Virginie se trouvait à l'étage et a entendu les coups de feu. Frédéric Piard meurt deux jours plus tard d’un arrêt cardiaque. Denis Mannechez survit, mais reste lourdement handicapé et hémiplégique. 
Le 3 décembre 2018 se tient le procès dans la cour d'assises d'Évreux. Il comparait en fauteuil roulant, communiquant avec la cour à l'aide d'un pavé tactile. Dennis Mannechez est condamné à perpétuité au terme de son procès pour le meurtre, le 7 octobre 2014, de Virginie et de l’employeur de celle-ci, Frédéric Piard, gérant d'un garage automobile. Denis Mannechez meurt d'une crise cardiaque trois jours après le prononcé de la peine.

## Postérité et évocations ultérieures de l'affaire

### Livre de Betty Mannechez
Betty Mannechez écrit un livre en 2021 avec Julien Mignot intitulé Ce n'était pas de l'amour, dans lequel elle reproche à la justice française de ne pas être intervenue de façon judicieuse après sa première plainte en 2002, critiquant notamment la formule de l'« inceste heureux » employé de façon emblématique lors du procès d'appel en 2012,. 

### Nomination d'Éric Dupond-Moretti
L'affaire est remise sur le devant de la scène au moment où Éric Dupond-Moretti devient ministre de la justice (2020), certaines féministes critiquant le concept d'inceste consenti qu'il avait utilisé pour la défense de Denis Mannechez,,.  